# Surbund
 Der er for få eller ingen kildehenvisninger i denne artikel, hvilket er et problem. Du kan hjælpe ved at angive troværdige kilder til de påstande, som fremføres i artiklen.

Surbund er et jordbundsforhold, hvor pH er lavere end 6. Der findes to typer af sur jord: 
1. Vandsur jord
2. Kemisk sur jord

Ofte bruges spagnum som tilsætning til plantebede for at skabe de rette surbundshold. Andre metoder til sænkning af pH kunne være ved hjælp af kunstgødninger, som f.eks. svovl eller svovlsur ammoniak. Plantebede med pH lavere end 6 kaldes surbundsbede. Ofte anvendte planter kan være rhododendron eller andre planter fra lyngfamilien.